# بابون دماغه
بابون دماغه (به انگلیسی: Cape baboon) یا Chacma baboon یک نوع میمون دم‌کوتاه از خانواده میمون دنیای قدیم است. این گونه از میمون‌ها از سرده انترها و در راسته نخستییان بوده و در قاره آفریقا و مناطقی چون آفریقای جنوبی، آنگولا، زامبیا و موزامبیک زیست می‌کند. این نوع از بابون‌ها (میمون دم‌کوتاه) با طولی برابر ۱۱۵ سانتیمتر و وزنی معادل ۱۵ تا ۳۵ کیلوگرم، بزرگ‌ترین و سنگین‌ترین نوع بابون است. این نوع میمون‍ها، دارای رنگ قهوه‌ای تیره یا خاکستری هستند و نرهای آن‌ها برخلاف گونه‌های شمالی، یال ندارند. همچنین صورت این جاندار به شکل شیب‌دار و رو به پایین است.